# Eleição municipal de Sorocaba em 1996
A eleição municipal da cidade brasileira de Sorocaba ocorreu em 3 de outubro de 1996 para eleger um prefeito, um vice-prefeito e 21 vereadores para a administração da cidade. O prefeito Renato Amary, do Partido da Social Democracia Brasileira (PSDB), foi eleito no segundo turno. O prefeito Paulo Francisco Mendes (PMDB) terminara seu mandato em 1º de janeiro do ano seguinte.
Como nenhum dos candidatos atingiram 50+1% houve segundo turno em 15 de novembro do mesmo ano entre Renato Amary (PSDB) e José Crespo (PFL), vencendo a disputa eleitoral Renato Amary, governando a cidade pelo período de 1º de janeiro de 1997 a 31 de dezembro de 2000. Em 2000 Renato se tornou o primeiro prefeito de Sorocaba a se reeleger desde a redemocratização do Brasil.

## Candidatos
|  | Nº | Candidato(a) a prefeito | Candidato(a) a prefeito                               | Candidato(a) a vice-prefeito | Candidato(a) a vice-prefeito | Coligação |
|  | -- | ----------------------- | ----------------------------------------------------- | ---------------------------- | ---------------------------- | --- |
|  | 13 |                         | Iara Bernardi (PT) Iara Bernardi                      |                              | n/d                          | Sem coligação - Partido dos Trabalhadores (PT) |
|  | 14 |                         | José Theodoro Mendes (PTB) José Theodoro Mendes       |                              | n/d                          | Sem coligação - Partido Trabalhista Brasileiro (PTB) |
|  | 25 |                         | Caldini Crespo (PFL) José Antonio Caldini Crespo      |                              | n/d                          | Sem nome - Partido da Frente Liberal (PFL) - Partido Trabalhista do Brasil (PTdoB) - Partido Progressista Brasileiro (PPB) - Partido Social Liberal (PSL) - Partido Social Cristão (PSC) - Partido Republicano Progressista (PRP) |
|  | 40 |                         | Josenildo Pereira Leite (PSB) Josenildo Pereira Leite |                              | n/d                          | Sem coligação - Partido Socialista Brasileiro (PSB) |
|  | 45 |                         | Renato Amary (PSDB) Renato Fauveu Amary               |                              | Diva Prestes                 | Sorocaba do Trabalho - Partido da Social Democracia Brasileira (PSDB) - Partido Democrático Trabalhista (PDT) - Partido Liberal (PL) - Partido Popular Socialista (PPS) - Partido Verde (PV)                                      |

Renato Amary, conhecido empresário sorocabano, foi eleito em 1994 deputado estadual, tendo obtido 17.542 votos em Sorocaba, a segunda maior votação na cidade naquele pleito. Caldini Crespo, filho do ex-prefeito José Crespo Gonzáles, também foi eleito deputado estadual em 1994, com a maior votação na cidade de Sorocaba naquela eleição, com 25.023 votos. Amary e Crespo já haviam disputado a eleição municipal de 1992, concorrendo ao cargo de prefeito.
Iara Bernardi estava em seu terceiro mandato como vereadora, havia sido a primeira mulher eleita vereadora na história de Sorocaba, nas eleições de 1982, ao lado de Diva Prestes, candidata em 1996 a vice-prefeita na chapa de Renato Amary. José Theodoro Mendes havia sido prefeito de Sorocaba entre 1977 e 1982, tendo construído o Palácio dos Tropeiros.

## Resultados

### Poder Executivo
| Candidato(a)                  | Vice                    | 1º Turno 3 de outubro de 1996 | 1º Turno 3 de outubro de 1996 | 2º Turno 15 de novembro de 1996 | 2º Turno 15 de novembro de 1996 |
| Candidato(a)                  | Vice                    | Votação                       | Votação                       | Votação                         | Votação                         |
| Candidato(a)                  | Vice                    | Total                         | Porcentagem                   | Total                           | Porcentagem                     |
| ----------------------------- | ----------------------- | ----------------------------- | ----------------------------- | ------------------------------- | ------------------------------- |
| Renato Amary (PSDB)           | Diva Maria              | 57.731                        | 28,77%                        | 102.139                         | 52,41%                          |
| Caldini Crespo (PFL)          | n/d                     | 65.302                        | 32,54%                        | 92.758                          | 47,59%                          |
| Iara Bernardi (PT)            | n/d                     | 43.659                        | 21,75%                        | Não participaram                | Não participaram                |
| José Theodoro Mendes (PTB)    | n/d                     | 27.975                        | 13,94%                        | Não participaram                | Não participaram                |
| Josenildo Pereira Leite (PSB) | n/d                     | 6.025                         | 3,00%                         | Não participaram                | Não participaram                |
| Total de votos válidos        | Total de votos válidos  | 200.692                       | 100,00%                       | 194.897                         | 100,00%                         |
| Votos apurados                |                         |                               |                               |                                 |                                 |
| Votos válidos                 | Votos válidos           | 200.692                       | 88,46%                        | 194.897                         | 88,26%                          |
| Votos em branco               | Votos em branco         | 4.265                         | 1,88%                         | 5.007                           | 2,27%                           |
| Votos nulos                   | Votos nulos             | 21.925                        | 9,66%                         | 20.927                          | 9,47%                           |
| Total de votos apurados       | Total de votos apurados | 226.882                       | 100,00%                       | 220.831                         | 100,00%                         |
| Eleitores                     |                         |                               |                               |                                 |                                 |
| Comparecimento                | Comparecimento          | 226.882                       | 88,32%                        | 220.831                         | 85,96%                          |
| Abstenções                    | Abstenções              | 30.004                        | 11,68%                        | 36.055                          | 14,04%                          |
| Total de eleitores            | Total de eleitores      | 256.886                       | 100,00%                       | 256.886                         | 100,00%                         |

### Vereadores eleitos
| Candidato(a)                       | Partido | Coligação | Votação | Votação     |
| Candidato(a)                       | Partido | Coligação | Votos   | Porcentagem |
| ---------------------------------- | ------- | --------- | ------- | ----------- |
| João Donizeti Silvestre            | PSDB    | PSDB      | 2.957   | 1,30%       |
| Mixirica (Antônio Rodrigues Filho) | PFL     | PFL       | 2.850   | 1,26%       |
| Marinho Marte                      | PMDB    | PMDB      | 2.845   | 1,25%       |
| Antonio Carlos Silvano             | PMDB    | PMDB      | 2.817   | 1,23%       |
| Engº Martinez                      | PSDB    | PSDB      | 2.778   | 1,22%       |
| Arnô Pereira                       | PT      | PT        | 2.763   | 1,22%       |
| Moacir Luis                        | PMDB    | PMDB      | 2.547   | 1,12%       |
| Jorge Pereira Lima                 | PT      | PT        | 2.397   | 1,06%       |
| Yabiku                             | PSDB    | PSDB      | 2.287   | 1,01%       |
| Oswaldo Duarte Filho               | PMDB    | PMDB      | 2.267   | 1,00%       |
| Waldomiro de Freitas               | PL      | PL        | 2.224   | 0,98%       |
| Claudemir Justi                    | PFL     | PFL       | 1.978   | 0,87%       |
| Emerson Canas                      | PSDB    | PSDB      | 1.962   | 0,86%       |
| Maria Aparecida de Queiroz Almeida | PFL     | PFL       | 1.635   | 0,72%       |
| Jefferson Campos                   | PDT     | PDT       | 1.605   | 0,71%       |
| Gabriel Bitencourt                 | PT      | PT        | 1.550   | 0,68%       |
| Carlinhos da Farmácia              | PSDB    | PSDB      | 1.520   | 0,67%       |
| João de Andrade                    | PL      | PL        | 1.412   | 0,62%       |
| Benedito de Jesus Oleriano         | PFL     | PFL       | 1.385   | 0,61%       |
| Horácio Blazeck                    | PDT     | PDT       | 1.331   | 0,59%       |
| Laércio Valone Neto Piantore       | PL      | PL        | 1.310   | 0,58%       |

Neste pleito João Donizeti Silvestre se tornou o vereador mais votado da história de Sorocaba desde a redemocratização do Brasil até então, com 2.957 votos. Silvestre teve 70% dos votos válidos da Zona Eleitoral 357, que engloba os distritos de Éden e Cajuru do Sul. Oswaldo Duarte Filho se reelegeu para o quinto mandato com 2.267 votos, sendo o vereador com maior permanência na Câmara Municipal de Sorocaba naquela legislatura.

#### Representação numérica dos partidos na Câmara Municipal
| Coligação | Votos  | Votos válidos(%) | Número de Vereadores |
| PSDB      | 26.193 | 13,70            | 5                    |
| PMDB      | 23.819 | 12,33            | 4                    |
| PFL       | 20.789 | 10,72            | 4                    |
| PL        | 16.519 | 8,52             | 3                    |
| PT        | 16.389 | 8,45             | 3                    |
| PDT       | 13.493 | 6,87             | 2                    |